# Hentai Sex School
Hentai Sex School — американский компьютерно-анимационный порнографический мультсериал, созданный киностудией Adult Time совместно с Animeshin Club. 

## Сюжет
Действие происходит в альтернативной вселенной, где секс очень высоко ценится, а студенты обучаются искусству наслаждения.

## Роли озвучивали
- Эйприл О’Нил в роли Пенни Люстдорфской
- Джейк Адамс в роли Нэйтана Бэйсик
- Вульф Хадсон в роли Блитца Хардрокета
- Уитни Райт в роли Кэнди/Цианид Синн
- Ди Уильямс в роли директора школы
- Дана Весполи в роли тренера Бигганс
- Кира Нуар в роли Мисти Клит
- Эрик Мастерсон в роли Винсента Ластмора
- Донни Рок в роли Тодда Фламбо
- Вуди Олл Инн в роли миньона

## Производство и выпуск
В августе 2019 года кинокомпания Adult Time объявила о коллаборации со студией Animeshin Club для создания 6-серийного 3D мультсериала, запланированного на осень. 25 февраля 2020 состоялся выпуск первого эпизода под названием «Ориентация». Создатели объявили о выходе новой серии ежемесячно. После выпуска последней серии в июле 2020 года, на фоне коммерческого успеха оригинала, создатели решились на выпуск двухсерийного продолжение в виде спецвыпуска «School Break», в формате «Невзгоды героев во время летних каникул». 30 апреля 2021 года Adult Time обновили свой сайт, введя туда раздел Animation, вместе с этим анонсировав выпуск восьмисерийного второго сезона Hentai Sex School. 4 октября 2021 года авторы сериала и кинокомпания Adult Time объявили о выпуске его первого эпизода под названием «Философия». 3 ноября состоялся выпуск второго эпизода под названием «История», 1 декабря — третьео, 5 января 2022 года — четвёртого, 2 февраля — пятого, 2 марта — шестого, 1 апреля — седьмого, и 6 мая — восьмого, заключительного выпуска второго сезона.

## Эпизоды
| № сезона | № сезона | Количество серий | Премьера сезона | Финал сезона |
| -------- | -------- | ---------------- | --------------- | ------------ |
|          | 1        | 6                | 25 февраля 2020 | 21 июля 2020 |
|          | 2        | 8                | 4 октября 2021  | 6 мая 2022   |

## Отзывы
Представитель Adult Time, оценивая инфографику сайта за 2020 год, отметил что первый эпизод мультсериала стал фаворитом среди подписчиков Adult Time как по количеству просмотров, так и лайков.
Dark Angel Review оценил фильм положительно, похвалив сюжет и качество.
Критик Cyber5 из Xcritic, обозревая первый сезон мультсериала, оказался немного разочарован проектом, однако порекомендовав его к просмотру. Минусами первого сезона он обозначил короткий хронометраж эпизодов, а также рассинхрон движения губ персонажа со словами актрисы.

## Награды и номинации
| Год  | Церемония | Результат | Номинация                     | Получатель(-и) | Примечания    |
| ---- | --------- | --------- | ----------------------------- | -------------- | ------------- |
| 2021 | AVN Award | Номинация | Best Niche Movie or Anthology | н/д            | [ 17 ] [ 18 ] |
| 2021 | AVN Award | Номинация | Лучший сценарий – комедия     | 3Х Уэст        | [ 17 ] [ 18 ] |
| 2023 | AVN Award | Победа    | Best Niche Series or Channel  | н/д            | [ 19 ]        |